# مسجد آقا عظیمی
مسجد آقا عظیمی مربوط به دوره دوره معاصر دوره پهلوی است و در مهریز، محله بغداد آباد، محله لاوری واقع شده و این اثر در تاریخ ۲۲ آبان ۱۳۸۶ با شمارهٔ ثبت ۱۹۸۹۵ به‌عنوان یکی از آثار ملی ایران به ثبت رسیده است.